# أنطونيو فيرا
أنطونيو فيرا مورينو (بالإسبانية: Antonio Vera)‏ (مواليد 11 أكتوبر 1986 في إشبيلية، أندلوسيا) هو لاعب كرة قدم إسباني، يلعب في مركز خط الوسط.

## وصلات خارجية
- BDFutbol profile
- Futbolme profile (بالإسبانية)